# Josep Maria Vidal Turón
Josep Maria Vidal Turón (Barcelona, 1945 - 2010) va ser un traductor teatral i un guionista de televisió català.
Nascut a Barcelona el 1945. Després d'un anys dedicats a la docència, inicià la seva activitat televisiva el 1976, tot creant el primer programa infantil en llengua catalana Terra d'escudella, guardonat amb el premi Ondas de 1977. Posteriorment, va escriure, dirigir o/i realitzar nombrosos programes de TV de gèneres diversos (infantils, dramàtics, musicals, magazins, concursos) entre els quals destaquen Planeta imaginari i Barri Sèsam.
Des de 1979 i paral·lelament a aquesta activitat, va desenrotllar una intensa activitat com a traductor de textos teatrals (francesos, sobretot) al català.

## Traduccions teatrals
- El somni d'Èdip de Franco Passatore. (1979)
- Els peixos de colors de Jean Anouilh.
- Espàrtac de Bernard Joseph Saurin (accèssit al Premi Josep Maria de Sagarra) (1983)
- Freaks d'Ángel Alonso (1984)
- Un regust com de mel de Shelagh Delaney (1992)
- Les dones sàvies de Molière (Premi Josep Maria de Sagarra) (1993)
- La senyoreta Júlia d'August Strindberg, a partir de la versió francesa de Boris Vian.
- Ifigènia de Jean Racine (1997)
- Un afer reial, de Luis Santeiro (1998)
- Amadeus, de Peter Shaffer (1998)
- El Cid de Pierre Corneille (1998)
- Mals d'amor d'una gata francesa, d'Alfredo Arias i René de Ceccaty (1999/2000)
- Tartuf de Molière (1999/2000)
- Caos dempeus, de Véronique Olmi (2000)
- Fedra de Jean Racine (2001)
- L'Eixelebrat, o els contratemps, de Molière (2002)
- Sallinger, de Bernard-Marie Koltès (2002)
- Van Gogh d'Ever Blanchet (2002)
- Estimada Helena Serguèievna de Liudmila Razumòvskaia (2002)
- L'Escola de les dones de Molière (2003)
- Britànic, de Jean Racine (2003)
- Boris Vian, constructor d'Imperis, de Boris Vian (2003)
- Arran d'un bosquet, de Jean-Michel Ribes (2004)
- Batalles, de Jean-Michel Ribes i Roland Topor (2004)
- El misantrop de Molière (2004)
- Hilda, de Marie N'diaye (2005)
- Cyrano de Bergerac d'Edmond Rostand (2005)
- L'Avar de Molière (2005)